# Clase Descubierta (1955)
Las antiguas corbetas clase Descubierta fueron unos escoltas costeros sencillos y económicos de la Armada Española, que a pesar de su sencillez dieron bastantes quebraderos de cabeza a la industria para construirlas.

## Diseño

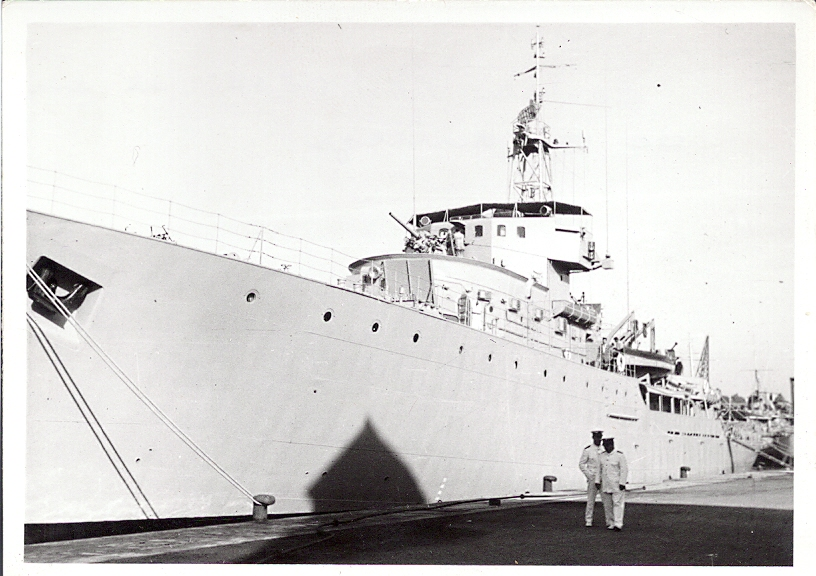
Corbeta Princesa (F-62)

La experiencia obtenida con la cabeza de la clase permitió hacia 1955 que el resto de los buques pudiesen comenzar a entrar en servicio en unas condiciones dignas. Sin embargo, se pensó incluirlas en el Programa de Modernización de 1955, con lo que, respetando su casco y maquinaria originales, se obtuvo de forma rápida una serie de cinco escoltas ligeros. El único buque no modernizado fue el cabeza de clase, que sufrió en su construcción los problemas de falta de material de la España de la postguerra, por lo que se consideró inútil modernizarlo.
Los nombres con que fueron bautizadas dichas corbetas ya los habían ostentado con anterioridad otros navíos en la Armada. En el siglo XVIII, dos corbetas se habían llamado Descubierta y Atrevida: mandada la primera por el capitán Malaspina, y la segunda bajo el mando de José Bustamante, ambas realizaron una expedición científica por el Atlántico y el Pacífico. En la Armada de mediados y finales del siglo XVIII también existieron tres Princesa y dos Diana; y por último, ya más recientemente, dos corbetas escuela lucieron los nombres de Nautilus, a bordo del cual dio la vuelta al mundo el capitán de navío Fernando Villaamil y de Villa de Bilbao, esta última un velero botado en 1846 de 1.312 tn. y treinta cañones.

## Servicio
La F-51 prestó servicio durante toda su vida útil en la Guinea Española, hasta después de la independencia de la colonia (1968, ya con el nombre de Guinea Ecuatorial). Al regresar a España en 1970 fue directamente desguazada.
El resto de los buques prestó servicio como buques de adiestramiento, así como en labores de vigilancia y patrulla de las aguas jurisdiccionales. 
La Princesa (F-62) zarpó transportando la llama olímpica el 12 de septiembre de 1968 desde Huelva hasta la Isla de San Salvador.
La F-63 fue dada de baja en 1971 tras un accidente cerca de Rota. El resto de los buques cambiaron su misión por la de patrulleros de altura a partir de 1980, cambiando la F- de su numeral primero por PA- y luego, en 1986, por P-. Se trata de los buques más longevos de los modernizados en los años 50, ya que siguieron en servicio hasta ser sustituidos en su función a principios de los 90 por los nuevos patrulleros de altura de la Clase Serviola.
Se puede decir que, gracias a la sencillez y robustez de su diseño fueron, junto con los Clase Liniers los buques más aprovechables de entre todas las construcciones de la postguerra modernizadas en los 50.

## Buques de la Clase Descubierta (F-50)
| Nombre          | Numeral | Astillero          | Botado | Modernizado | Baja | Causa                   |
| --------------- | ------- | ------------------ | ------ | ----------- | ---- | ----------------------- |
| Descubierta     | F-51    | Bazán Cartagena    | 1954   | no          | 1970 | Retirado/desguazado     |
| Atrevida        | F-61    | Bazán Cartagena    | 1955   | 1960        | 1992 | Retirado/desguazado     |
| Princesa        | F-62    | Bazán Cartagena    | 1959   | 1959        | 1991 | Usada como blanco naval |
| Diana           | F-63    | Bazán Cartagena    | 1960   | 1960        | 1973 | Varado cerca de Rota    |
| Nautilus        | F-64    | Bazán San Fernando | 1959   | 1959        | 1991 | Retirado/desguazado     |
| Villa de Bilbao | F-65    | Bazán San Fernando | 1960   | 1960        | 1992 | Retirado/desguazado     |

### Secuencias de designación
Clase Júpiter→Clase Eolo→Clase Pizarro→Clase Descubierta→Clase Baleares→Clase Santa María→Clase Álvaro de Bazán→Clase Bonifaz (prevista)